# Oligoneura nigroaenea
Oligoneura nigroaenea är en tvåvingeart som först beskrevs av Victor Ivanovitsch Motschulsky 1866.  Oligoneura nigroaenea ingår i släktet Oligoneura och familjen kulflugor. Inga underarter finns listade i Catalogue of Life.